# Abel Barriola Ezkurra
Abel Barriola Ezkurra (Leitza, Navarra, 1978), conegut com a Barriola, és un antic jugador professional de pilota basca a mà, en la posició de rest. Va jugar en nòmina de les empreses Asegarce (1998-2003) i Aspe (2003-2017). Va debutar l'any 1998 al frontó Beotibar de Tolosa i es va retirar l'any 2017 al frontó Atano III de Sant Sebastià.

## Palmarès
- Campió del Quatre i Mig: 2001
- Subcampió del Quatre i Mig: 2004, 2006 i 2007
- Campió del Manomanista: 2002
- Subcampió del Manomanista: 2007 i 2008
- Campió per parelles: 2014